# Polnische Eishockeyliga 1950/51
Die Saison 1950/51 war die 16. Austragung der polnischen Eishockeymeisterschaft. Meister wurde zum insgesamt zweiten Mal in der Vereinsgeschichte Legia Warszawa.

## Modus
Die vier besten Mannschaften Polens qualifizierten sich für das Finalturnier. Der Erstplatzierte des Finalturniers wurde Meister. Für einen Sieg erhielt jede Mannschaft zwei Punkte, bei einem Unentschieden gab es einen Punkt und bei einer Niederlage null Punkte.

## Qualifikation
- Górnik Janów – Kolejarz Toruń 7:2/6:5

## Finalturnier
|    | Klub           | Sp | Tore  | Punkte |
| -- | -------------- | -- | ----- | ------ |
| 1. | Legia Warszawa | 3  | 10:2  | 6      |
| 2. | KTH Krynica    | 3  | 11:13 | 2      |
| 3. | Ogniwo Krakau  | 3  | 8:11  | 2      |
| 4. | Górnik Janów   | 3  | 8:11  | 2      |

Sp = Spiele, S = Siege, U = unentschieden, N = Niederlagen, OTS = Overtime-Siege, OTN = Overtime-Niederlage, SOS = Penalty-Siege, SON = Penalty-Niederlage